# Springer Science+Business Media
Springer Science+Business Media hay Springer, là một phần của Springer Nature từ năm 2015, là một công ty xuất bản toàn cầu chuyên về xuất bản sách, sách điện tử và tạo chí bình giải trong lĩnh vực khoa học, nhân loại, kĩ thuật và y tế (STM). Springer cũng lưu trữ một số cơ sở dữ liệu khoa học, bao gồm SpringerLink, và SpringerImages. Ấn phẩm sách bao gồm các tác phẩm tham khảo chính, sách giáo khoa, sách chuyên khảo và loạt sách; hơn 168.000 đầu sách có sẵn ở dạng sách điện tử trong 24 bộ sưu tập chủ đề. Springer có các văn phòng chính ở Berlin, Heidelberg, Dordrecht, và Thành phố New York.
Vào ngày 15 tháng 1 năm 2015, Holtzbrinck Publishing Group / Nature Publishing Group và Springer Science+Business Media công bố sáp nhập. Giao dịch được kí kết vào tháng 5 năm 2015 và một công ty liên doanh mới, Springer Nature, được thành lập, với Holtzbrinck chiến cổ phần chi phối 53% và BC Partners giữ 47% còn lại của công ty.

## Ấn hiệu được chọn
- Adis International[5]
- Apress
- BioMed Central
  - Chemistry Central (chết)
  - PhysMath Central (chết)
- Birkhäuser Verlag
- Current Medicine Group
- Humana Press
- Infochem
- Key Curriculum Press
- Kluwer Academic Publishers
- Plenum Publishers
- SpringerOpen
- Springer Praxis Books[6]
- Springer Spektrum

## Tạp chí
- Structural and Multidisciplinary Optimization
- Journal of Cheminformatics
- Journal of Gastrointestinal Surgery [7]

## Ấn phẩm tuyển chọn
- Encyclopaedia of Mathematics
- Ergebnisse der Mathematik und ihrer Grenzgebiete (sách)
- Graduate Texts in Mathematics (sách)
- Grothendieck's Séminaire de géométrie algébrique
- Lecture Notes in Computer Science
- Springer Series in Surface Sciences (sách)
- Undergraduate Texts in Mathematics (sách)
- Zentralblatt MATH